# Pygmalion (opéra-ballet)
Pour les articles homonymes, voir Pygmalion.
Pygmalion (ou Pigmalion conformément à la graphie du XVIIIe siècle) est un acte de ballet composé par Jean-Philippe Rameau sur un livret de Ballot de Sauvot.
Cette œuvre a été créée le 27 août 1748 à l'Académie royale de musique (Opéra de Paris),. Elle est généralement considérée comme le meilleur acte de ballet de Rameau (et de loin, selon Cuthbert Girdlestone). Pygmalion et la tragédie lyrique Castor et Pollux, furent les œuvres lyriques de Rameau le plus souvent représentées pendant la seconde moitié du XVIIIe siècle. La première reprise moderne eut lieu en 1913 ; une autre représentation eut lieu en 1952 au château de Grammont et depuis lors, Pygmalion est régulièrement revenu dans le répertoire des compagnies lyriques.
Ballot de Sauvot s'inspira, pour son livret, d'un livret d'Antoine Houdar de la Motte (Le Triomphe des Arts) mis en musique par Michel de la Barre en 1700.
L'intrigue est directement tirée de la légende de Pygmalion telle que rapportée par Ovide dans Les Métamorphoses : celle du sculpteur (Pygmalion) qui délaisse son amante (Céphise) et tombe amoureux de son œuvre ; la statue se change en une très belle femme qui prend vie progressivement, déclare sa flamme au héros, et tout se termine — comme le veut le genre — par des danses célébrant le triomphe de l'Amour.
Pygmalion brille tout particulièrement par son ouverture, évoquant de façon très suggestive, les coups de ciseau du sculpteur façonnant la statue, ainsi que par plusieurs airs et chœurs (« L'Amour triomphe, annoncez sa victoire ... ») ou ariettes (« Règne, Amour, ... »).

## Discographie
- Couraud/Collart/Esposito/Selig/Marion (Archiv, enregistré 1962)
- La Petite Bande, Leonhardt, avec Yakar, van der Sluis, Vanhecke et Elwes (Pro-Arte / Deutsche Harmonia Mundi, 1981)
- English Bach Festival Singers and Orchestra, Nicholas McGegan, avec Rodde, Hill Smith (deux rôles) et Goldthorpe (Erato, 1983)
- Les Arts Florissants, William Christie, avec Piau, Mellon, Michel-Dansac et Crook (Harmonia Mundi, 1991, avec Nélée et Myrthis)
- Le Concert Spirituel, Hervé Niquet, avec de G. de Reyghere, N. Fournié, S. Piau et J.-P. Fouchécourt (Fnac Music, 1992, réédition : Virgin Veritas x2, 2008)
- Pigmalion (Rameau, Bailleux) -  Ensemble Il Caravaggio, direction musicale Camille Delaforge avec Mathias Vidal, Catherine Trottmann - Chateau de Versailles Spectacle- 2025

## Sources
- Philippe Beaussant (dir.), Rameau de A à Z, Paris, Fayard, mai 1983, 397 p. (ISBN 2-213-01277-6) p.279
- (en) Cuthbert Girdlestone, Jean-Philippe Rameau : His life and work, New York, Dover Publications, coll. « Dover books on music, music history », 1969, 2e éd. (1re éd. 1957), 631 p. (ISBN 0-486-26200-6, lire en ligne) pp. 463-467